# 개곽향
개곽향(-藿香, Teucrium japonicum)은 산이나 들의 다소 습한 곳에 나는 여러해살이풀로 높이는 30-70cm이다. 전체에 털이 있거나 거의 없으며, 줄기는 곧게 서고, 옆으로 뻗는 포복경이 있다. 잎은 마주나며, 긴 타원상 피침형, 길이 5-10cm, 끝이 뾰족하고, 밑은 둥근 모양, 뒷면 맥 위에 짧은 털이 있고, 가장자리에 불규칙한 톱니가 있다. 꽃은 연한 붉은색, 길이 8cm, 윗부분의 잎겨드랑이와 끝에 총상꽃차례로 달리고, 화관은 입술모양, 상순 꽃잎은 깊게 2개로 갈라지고, 하순 꽃잎은 3갈래, 중앙의 것이 가장 크다. 열매는 소견과로 주름이 진다.